# Alexandra Dinu
Alexandra Dinu (n. 3 ianuarie 1981, București, România) este o actriță și prezentatoare de televiziune română recunoscută pe plan mondial după ce a apărut în producții din Italia, Statele Unite ale Americii sau filme consacrate de la Hollywood. Pentru o scurtă perioadă de timp Alexandra Dinu a fost prezentă și la pupitrul juriului în emisiunea Românii au talent.
A debutat în televiziune în 1999 în cadrul emisiunii Trupa DP2 difuzată de TVR2. Ca actriță este cunoscută pentru rolurile din filmele Garcea și oltenii (2001), Examen (2003) și Second-Hand (2005). 
În 2017 Dinu a jucat în thrillerul Capcană mortală alături de Adrien Brody, Antonio Banderas și John Malkovich. În 2018 a jucat alături de Dave Batista și Pierce Brosnan în filmul de acțiune Final Score, în rolul Tatianei.
A jucat și în rolul agentei Ross din 211 cu Nicolas Cage.

## Viața personală
Din 2001 până în 2003 a fost căsătorită cu fotbalistul Adrian Mutu cu care are un fiu, Mario.

## Filmografie
- Garcea și oltenii (2002)
- Examen (2003)